# 凯斯科

凯斯科的商标

凯斯科（芬蘭語：Kesko Oyj）是一家芬兰零售集团，总部位于赫尔辛基。该集团从事食品贸易、家居及专业货物贸易、建筑及装修贸易、以及汽车和机械贸易。它在瑞典、挪威、爱沙尼亚、拉脱维亚、立陶宛、波兰和白俄罗斯等国家开设子公司。

## 历史
凯斯科于1940年10月成立，由零售企业成立的四个区域性批发公司合并而成。
新成立的凯斯科公司在1941年初开始运行。因为有需求为股东身份的零售商采购货物，以及支持它们的业务运作和内部合作，所以相应的零售连锁集团也组合而成。
在1940年代底，凯斯科的营业额为一千五百亿芬兰马克（相当于2010年时的5.8亿欧元），在芬兰贸易行业中大型贸易集团的总销售额的12%。